# Anuario Pontificio
El Anuario Pontificio es una publicación anual que recoge, junto al listado histórico y oficial de todos los papas que han gobernado la Iglesia católica desde San Pedro, un registro de los cardenales, obispos, diócesis, departamentos de la curia romana, misiones diplomáticas de la Santa Sede en el extranjero, congregaciones religiosas, universidades católicas y demás instituciones eclesiales que conforman la Iglesia en la actualidad.
Compilado por la Oficina de Estadística Central de la Iglesia y publicado anualmente, en italiano y desde 1912, por Libreria Editrice Vaticana, este registro es, sin embargo, una continuación de diversas publicaciones que, con diferentes nombres y desde el siglo XVIII, han facilitado esta misma información de manera oficiosa, semioficial u oficial.
Así, entre 1716 y 1859, aunque con algunas interrupciones, se publicó de forma totalmente extraoficial un registro titulado Informazioni per l’Anno…
En 1851 un departamento de la Santa Sede inició una publicación con el título Gerarchia di Santa Chiesa Cattolica Apostolica Romana e di ogni rito, con notizie storiche, que tomó el título de Annuario Pontificio  en 1860, pero cuya publicación cesó en 1870. Este fue el primer Annuario publicado por la Santa Sede, aunque su compilación fue confiada al periódico Giornale di Roma.
En 1872, la editorial Hermanos Monaldi inició la publicación en un anuario propio titulado La Gerarchia cattolica e la Corte Pontificia per l'anno… con un apéndice con diversa información sobre la Santa Sede.
En 1885, la Editorial Vaticana asumió la publicación de una forma semioficial, aunque entre 1899 y 1904 llevó impresa la indicación de «publicación oficial», hasta que en 1904 las Acta Sanctae Sedis fueron consideradas la única publicación oficial de la Santa Sede.
En 1912 la publicación pasó a denominarse Annuario pontificio.

## Contenido
- Lista de los Papas
- La jerarquía católica
- Sumo pontífice
- Colegio cardenalicio
- Patriarcado
- Arzobispo mayor
- Archidiócesis y Diócesis
- Sede titular
- Prelatura territorial
- Abadía territorial
- Exarcado apostólico
- Ordinariato para los fieles de rito oriental
- Ordinariato militar
- Prelatura personal
- Vicariato apostólico
- Prefectura apostólica
- Administración apostólica
- Administración personal
- Misión "sui iuris"
- Sínodo de los obispos
- Consejo de Cardenales para el estudio de los problemas organizativos y económicos de la Santa Sede
- Conferencia episcopal
- Sínodo de los obispos de las iglesias patriarcales y arzobispales mayores
- Asamblea de los jerarcas de iglesia "sui iuris"
- Reunión internacional de Conferencias episcopales
- Conseil des Patriarches Catholiques d'Orient
- Consilium Conferentiarum Episcoporum Europæ
- Consejo episcopal Latino-americano
- Secretariado episcopal de América central y Panamá
- Commissio Episcopatuum Communitatis Europæ
- Custodia de Tierra Santa

- Distribución geográfica de la circunscripciones eclesiásticas
- Ritos en la Iglesia
- Datos estadísticos
- Dignatarios difuntos

- Curia romana
- Secretaría de Estado
- Congregaciones
- Comisiones interdicasteriales permanentes
- Tribunales
- Consejos pontificios
- Uffici
- Otros organismos de la Curia Romana
- Comisión pontificia
- Otras Comisiones y Comités
- Cuerpo de la Guardia suiza pontificia
- Órdenes ecuestres pontificias
- Instituciones vinculadas con la Santa Sede
- Oficina del trabajo de la Santa Sede
- Fondo de pensiones
- Fondo de asistencia sanitaria
- Administración pontificia
- Delegación pontificia
- Representación pontificia
- Cuerpo diplomático ante la Santa Sede
- Estado de la Ciudad del Vaticano
- Peregrinatio ad Petri Sedem
- Vicariato de Roma
- Instituto de vida consagrada
- Sociedad de vida apostólica
- Instituciones culturales
- Instituto para las Obras de Religión
- Instituto pontificio "Notre Dame of Jerusalem Center"
- Fundación Pío XII para el apostolado de los laicos
- Fundación "Fundacja Jana Pawla II"
- Fundación Juan Pablo II para el Sahel
- Fundación "Gioventù Chiesa Speranza"
- Fundación "Populorum progressio"
- Fundación Centesimus Annus-Pro Pontifice
- Fundación Latinitas
- Notas históricas
- Índices